# Jimmy Lloyd
James Lloyd, detto Jimmy (Liverpool, 5 luglio 1939 – Skelmersdale, 22 marzo 2013), è stato un pugile britannico.

## Palmarès
- Giochi olimpici

Roma 1960: bronzo nei pesi welter.